# Établissement public de financement et de restructuration
L'Établissement public de financement et de restructuration (EPFR) a été créé par l'État en France pour exercer la tutelle du Consortium de réalisation (CDR).
Le CDR avait initialement été créé comme structure de défaisance du Crédit lyonnais, dont il était filiale. La Commission européenne ayant imposé en 1995 à la France de séparer le CDR du Crédit lyonnais,, l'État crée alors l'EPFR, et lui assigne la mission d'exercer « pour le compte de la puissance publique et dans le cadre de la mission générale qui lui est confiée par la loi, les prérogatives qui sont normalement celles de l'actionnaire » du CDR (propos de Dominique Strauss-Kahn, alors ministre de l'Économie, le 16 décembre 1997).
L'EPFR assure le financement du CDR. Pour cela, il a souscrit auprès du Crédit lyonnais un prêt de 130 milliards de francs français, qui est remboursé grâce aux cessions d'actifs opérées par le CDR. Ce prêt est souscrit à des conditions avantageuses (7 % jusqu'en 1995, puis variable à 85 % du taux du marché monétaire), cet avantage étant considéré comme une contribution de la banque à l'apurement de son propre déficit. Ces conditions seront toutefois remises en cause ultérieurement car considérées comme occasionnant une charge financière excessive au Crédit lyonnais.
À l'issue des cessions opérées par le CDR, le montant des produits ne pourra couvrir les financements, il résultera donc un déficit qu'il appartiendra à l'actionnaire de l'EPFR, c'est-à-dire l'État, de combler.
L'EPFR a été dissous à compter du 1er janvier 2015. Ses éléments de passifs et d'actifs ont été reversés à l’État et sa trésorerie fléchée vers un compte spécial.